# Luka Mezgec
Luka Mezgec (Kranj, 27 de juny de 1988) és un ciclista eslovè, professional des del 2010. Actualment corre a l'equip Team Jayco AlUla.
En el seu palmarès destaquen tres etapes de la Volta a Catalunya de 2014, les dues primeres de les quals li van servir per liderar la cursa durant les dues primeres etapes, i sobretot, l'etapa final del Giro d'Itàlia de 2014.

## Palmarès
- 2010
  - 1r a la Copa de les Nacions Vila Saguenay
- 2011
  - 1r al Memorial Henryka Lasaka
  - Vencedor d'una etapa de l'Istrian Spring Trophy
- 2012
  - 1r al Gran Premi Šenčur
  - Vencedor de 5 etapes a la Volta al llac Qinghai
  - Vencedor d'una etapa als Cinc anells de Moscou
- 2013
  - Vencedor d'una etapa al Tour de Pequín
- 2014
  - 1r a l'Handzame Classic
  - Vencedor de 3 etapes a la Volta a Catalunya
  - Vencedor d'una etapa al Giro d'Itàlia
  - Vencedor d'una etapa al Tour de Pequín
- 2015
  - Vencedor d'una etapa al Tour de l'Alt Var
- 2017
  -  Campió d'Eslovènia en ruta
  - 1r a la Veenendaal-Veenendaal Classic
  - Vencedor d'una etapa a la Volta a Eslovènia
- 2019
  - Vencedor d'una etapa a la Volta a Eslovènia
  - Vencedor de 2 etapes a la Volta a Polònia

### Resultats al Giro d'Itàlia
- 2013. 123è de la classificació general
- 2014. 136è de la classificació general. Vencedor d'una etapa
- 2015. 138è de la classificació general
- 2016. No surt (17a etapa)
- 2017. 107è de la classificació general

### Resultats a la Volta a Espanya
- 2015. 108è de la classificació general
- 2018. 141è de la classificació general
- 2019. Abandona (14a etapa)

### Resultats al Tour de França
- 2020. 88è de la classificació general
- 2021. 102è de la classificació general
- 2022. 101è de la classificació general
- 2023. 112è de la classificació general